# Simulium wygodzinskyorum
Simulium wygodzinskyorum es una especie de insecto del género Simulium, familia Simuliidae, orden Diptera.

## Distribución
Se distribuye por Perú.

## Taxonomía
Fue descrita científicamente por Coscaron & Py-Daniel, 1989.